# 黒山警察署
黒山警察署（くろやまけいさつしょ）とは、大阪府警察が管轄する警察署の一つである。
地元からは、「黒警（くろけい）」と呼ばれていた時期もあった。

## 所在地
- 大阪府堺市美原区小平尾377番地2

- 最寄りの交通機関
  - 南海高野線 初芝駅より 南海バス乗車、 船戸下バス停下車

## 管轄区域
- 堺市
  - 美原区、東区
- 大阪狭山市

## 沿革
- 1887年1月1日 - 丹南郡阿弥村（現在の堺市美原区阿弥）に更池警察署（現在の松原警察署）の阿弥分署として開設される。
- 1903年5月4日 - 南河内郡黒山村大字北余部（現在の堺市美原区北余部）に移転し黒山分署と改称した。
- 1926年7月1日 - 地方官官制の改正に伴い黒山分署を廃止、大阪府黒山警察署となる。
- 1948年3月7日 - 警察法の施行により、国家地方警察大阪府黒山地区警察署となる。
- 1954年7月1日 - 警察法の改正により、大阪府黒山警察署となる。
- 1982年2月6日 - 南河内郡美原町小平尾377-2（現在地）に庁舎を新築移転し、業務を開始。
- 2005年2月1日 - 堺市が当署所在地の南河内郡美原町を編入合併。住所が堺市美原町小平尾377-2になる。
- 2006年4月1日 - 堺市が政令指定都市に移行。住所が現在の堺市美原区小平尾377-2になる。

## 交番

### 堺市美原区
- 余部交番 （北余部452-6）
- 大保交番 （大保14-5）
- 東菩提交番 （菩提23-6）
- 平尾交番 （平尾2248-1）

### 堺市東区
- 大美野交番  （大美野138-3）
- 北野田駅前交番  （北野田1-15）
- 白鷺交番  （白鷺町1丁23-9）
- 初芝駅前交番　（日置荘西町2丁1-5）

### 大阪狭山市
- 池尻交番  （池尻自由丘1丁目10-2）
- 茱萸木交番  （茱萸木3丁目249-4）
- 狭山南交番  （大野台2丁目1-1）
- 半田交番  （狭山1丁目913-1）